# Valla tingshus
Valla tingshus är ett tingshus för Valla tingslag i Fägre socken i Töreboda kommun. Byggnaden, som uppfördes 1760 och byggdes på med en våning 1816, är byggnadsminne sedan den 4 maj 1979.

## Historia
På platsen har hållits ting åtminstone mellan 1641 och 1890. År 1686 uppges ett tingshus vara uppfört av krögaren i den angränsande gästgivaregården. Möjligen var det samma tingshus som omtalades 1739 och utdömdes 1758. År 1791 omtalas två flygelbyggnader, varav den ena – ännu bevarad – inrymde gästgiveriet.
Den nuvarande byggnadens bottenvåning av spritputsad och vitkalkad sten uppfördes 1760 med Johan Gottlieb Günter som byggmästare. År 1816 ombyggdes huset varvid den övre våningen med rödfärgad panel i timmer torde ha tillkommit. Sista tinget vid Valla tingsplats hölls 1890. Samma år såldes huset och nyttjades som mejeri fram till cirka 1925. Vid mitten av 1940-talet restaurerades byggnaden och inrättades till hembygdsmuseum av Moholms hembygdsförening. Den gamla tingssalen är fortfarande bevarad. Huset hade flera ägare fram till 1950 då Moholms kommun fick det av Centerorganisationer. Övervåningen användes av Fägre–Trästena Bygdegårdsförening fram till år 2000.
I Nya lagberedningens betänkande 1884 kommenterades tingshuset på följande vis: Tingshuset, som ansågs "ganska bristfälligt", innehöll, utom förstuga, sal och fyra rum jämte två fångceller. Tingssalen bedömdes som något för liten.

## Beskrivning
Valla tingshus är en tvåvåningsbyggnad i sten och trä med ett tegeltäckt sadeltak. Det står på en höjd och flankeras av två flygelbyggnader varav den ena, byggd 1791, inrymde gästgiveri. Numera är de privatbostäder. Tingshusets bottenvåning är vitkalkad och övervåningen, som tillkom 1816, är klädd med faluröd panel. En bred trappa leder upp till den centralt placerade entrén. Det är en blåmålad pardörr som inramas av två smala fönster vilka ger förstugan ljus. På byggnadens ena gavelnock sitter en öppen huv med en tingsklocka. En spöpåle stod tidigare cirka 200 meter öster om tingshuset.
Huset har en salsplan. Den äldsta tingssalen, på bottenvåningen, täcks av ett stengolv och har två rörspisar. Förutom huvudingången finns ytterligare två dörrar till salen som idag är möblerad med ett domarbord och nämndemannastolar. Ett litet parti av skranket finns bevarat. Bottenvåningen har förutom sal och förstuga ytterligare fyra kammare varav en vid något tillfälle använts som kök. Tingssalen på andra våningen är ombyggd och det är svårt att avgöra hur planlösningen såg ut.

### Exteriör
Tingshusets bottenvåning från 1760 är av spritputsad och vitkalkad sten ovanför en slätputsad ofärgad sockel. Fönsteröppningarna i muren är små med brunmålade en- eller tvåluftsfönster. Varje fönsterbåge har sex små rutor, cirka en fjärdedel av storleken hos en av fönsterrutorna i övervåningens 1800-talsfönster. Ytterdörren är en gråmålad parspegeldörr med tre fyllningar per dörrblad samt överljusfönster. En stentrappa från någon av restaureringarna på 1940- eller 1960-talet leder upp till dörren.
Övervåningen från 1816 har en rödfärgad locklistpanel på en timmerstomme. Långsidornas fasader ger ett slutet intryck på grund av de glest placerade fönstren, endast tre på varje långsida. Kortsidorna har två fönster. Fönstren är vitmålade tvåluftsfönster med tre rutor i varje båge. I gavelspetsarna sitter mindre kvadratiska vindsfönster. På väggen vid nordvästra gavelns västra hörn sitter en ställning för tingshusklockan under ett litet tak.

### Interiör
Bottenvåningens väggar är genomgående slätputsade och taken består av hyvlade brädor. Den långsmala förstugan innanför entrén har vitkalkade väggar och golv av hyvlade kalkstensplattor. Äldre vitmålade spegeldörrar är bevarade, en del med tre liggande fyllningar, andra har fyra stående fyllningar avdelade av en korsformad ram.
Förstugan vetter mot tingssalen i husets mitt, trapphuset i husets västra del och det gamla köket i husets södra del. Köket har golv av tegel och grönfärgade väggar samt vitmålat tak. Här står en vitkalkad öppen spis med bakugn med gjutjärnslucka, spisen är åtminstone till det yttre rekonstruerad i modern tid. Innanför köket finns en kammare inredd som sovrum, väggarna är rosafärgade och taket vitmålat, golvet består av brädor. Från kammaren eller förstugan når man den stora tingssalen som upptar större delen av bottenvåningen. Golvet består här av breda tiljor. Mellan fönstren i ytterväggen finns en nisch med halvrund avslutning uppåt. Salen flankeras på kortsidorna av två vitkalkade rörspisar eller öppna spisar med järnluckor. I rummet i byggnadens norra hörn finns ytterligare en rörspis. I trapphuset har man på senare år byggt in ett rum med handikapptoalett.
Trappan i husets västra hörn har troligen ersatt den ursprungliga vid någon av restaureringarna. Övervåningens trapphus har väggar av vitmålad smal spontpanel och tak av gipsskivor. Övre förstugan har ett vitmålat brädtak men övervåningens övriga tak är väv- eller pappspända. Golven är lackade bräd- eller plankgolv. Förstugans väggar har en hög grönmålad bröstpanel och tapet ovanför denna. Från förstugan når man ett modernare kök i övervåningens sydöstra del. Köket har bänkinredning troligen från 1940-talets restaurering och väggar med hög bröstpanel och tapeter liknande förstugans. Rummet innanför köket fungerar som serveringslokal, väggarna är helt vita och avdelas endast av en horisontell trälist i nivå med fönstrens underkant. Från detta rum samt från förstugan kommer man in i en stor sal som upptar resten av övervåningen, rummet i byggnadens nordöstra del utgör en upphöjd scen som öppnar sig mot salen. Salen har helt vita väggar och tak, väggarna har en enkel låg bröstpanel av liggande brädor.